# Jean-Sébastien Jaurès
Jean-Sébastien Jaurès (Tours, Francia, 30 de septiembre de 1977) es un exfutbolista francés. Se desempeñaba como lateral izquierdo o defensa y se retiró en 2011. Jugó durante doce años seguidos en el AJ Auxerre.

## Clubes
| Club                     | País     | Año         | Partidos | Goles |
| AJ Auxerre               | Francia  | 1996 - 2008 | 218      | 3     |
| Borussia Mönchengladbach | Alemania | 2008 - 2011 | 20       | 0     |

- Datos: Q933905
- Multimedia: Jean-Sébastien Jaurès / Q933905